# Distichophyllum koghiense
Distichophyllum koghiense är en bladmossart som beskrevs av Thériot 1910. Distichophyllum koghiense ingår i släktet Distichophyllum och familjen Hookeriaceae. Inga underarter finns listade i Catalogue of Life.